# Суперкубок Гібралтару з футболу 2014
Суперкубок Гібралтару з футболу 2014 — 14-й розіграш турніру. Матч відбувся 16 серпня 2014 року між чемпіоном та володарем кубка Гібралтару клубом Лінкольн Ред Імпс та віце-чемпіоном Гібралтару клубом Манчестер 62.
| Володар Суперкубка Гібралтару 2014 |
| ---------------------------------- |
|                                    |
| Лінкольн Ред Імпс Дев'ятий титул   |

## Матч

### Деталі
| 16 серпня 2014 |

| Лінкольн Ред Імпс | 1:0 | Манчестер 62 |
| ----------------- | --- | ------------ |
|                   |     |              |

| Вікторія, Гібралтар |